# Svartspetsad rödrock
Svartspetsad rödrock (Ampedus praeustus) är en skalbaggsart som först beskrevs av Fabricius 1792.  Svartspetsad rödrock ingår i släktet Ampedus, och familjen knäppare. Enligt den finländska rödlistan är arten sårbar i Finland. Enligt den svenska rödlistan är arten nära hotad i Sverige. Arten förekommer i Götaland, Gotland, Öland, Svealand och Nedre Norrland. Arten har tidigare förekommit i Övre Norrland men är numera lokalt utdöd. Artens livsmiljö är naturlundskogar.

## Bildgalleri

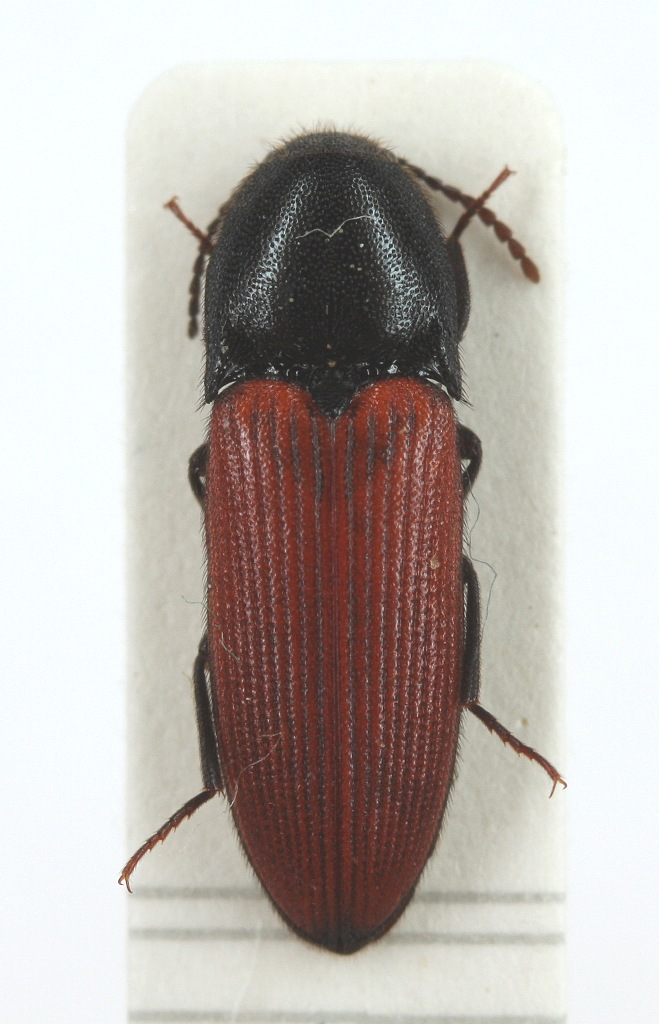
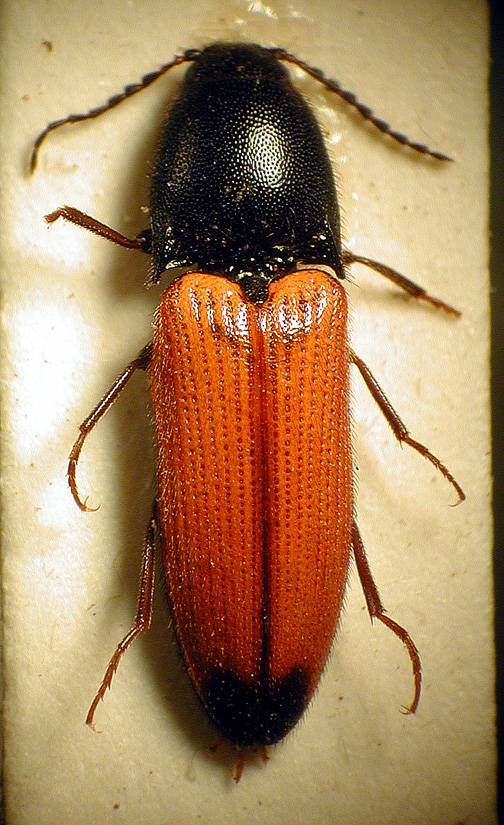